# 埴渕一
埴渕 一（はにぶち はじめ、1928年（昭和3年）10月13日 - 2001年（平成13年）6月1日）は、日本の実業家。キョーエイ代表取締役会長。徳島県阿南市出身。

## 生涯
徳島県羽ノ浦町（現：阿南市）で生まれる。父である埴渕朝夫が創業した家業の呉服屋を継ぎ、1958年（昭和33年）にキョーエイを創業。同社は徳島県下一の大手スーパーマーケットへと成長させた。
またこれまでにキョーエイ会長や徳島ニュービジネス協議会顧問などを歴任。
2001年（平成13年）6月1日、急性心不全のため72歳で没する。